# Potosi, La Paz and Peruvian Mining Association
La Potosi, La Paz and Peruvian Mining Association était une société anglaise créée en 1825 à Londres juste après la naissance de la Bolivie, pour exploiter les mines d'or et d'argent de la toute nouvelle république. Le jeune Irlandais Edmond Temple, secrétaire de l'association, a raconté ses débuts dans son livre en forme de carnet de voyage, Travels in Peru.

## Histoire
Le Pérou doit sa naissance le 9 décembre 1824 à la bataille d'Ayacucho, gagnée par le général Antonio José de Sucre contre les Espagnols. La partie orientale devient au même moment la Bolivie, pour rester fidèle à  son leader, Bolivar, qui est à l'origine de la création de la "Potosi, La Paz and Peruvian Mining Association".
1822, le Pérou avait envoyé le médecin anglais James Paroissien pour plusieurs missions diplomatiques en Europe, avec pour mission de préparer le terrain pour la reconnaissance officielle du futur état. Ce dernier est l'un des créateurs, avec le péruvien Juan Garcia del Rio, qui sera président de la Bolivie du 30 avril 1831 au 2 mai 1831, à la création de la "Potosi, La Paz and Peruvian Mining Association".
La société a six députés comme administrateurs, et James Paroissien en est l'agent, ou "commissaire général". Un groupe de 38 mineurs venus d'Angleterre, en particulier de Cornouailles, débarque à Arica pour la développer. La société a déjà dépensé 70.000 livres pour ses matériaux mais pas encore commencé à produire. Entre-temps, la Crise boursière de 1825 a causé des faillites sur le marché interbancaire à Londres et l'une des obligations qui servait à garantir les emprunts est en défaut.
Lorsque le navire de la Potosi, La Paz and Peruvian Mining Association arrive à Arica, son contenu est saisi pour permettre le paiement de cette obligation. Edmond Temple, secrétaire écrit à Londres pour expliquer que les objectifs sont irréalistes mais se fait réprimander et décide de démissionner. La société est rapidement liquidée et perd ses possessions minières.
Quant à James Paroissien, il tente de revenir à Londres pour négocier et défendre la société mais il tombe malade et meurt dans un naufrage au cours de la première partie du voyage, vers le Chili.